# Dorylus termitarius
Dorylus termitarius är en myrart som beskrevs av Erich Wasmann 1911. Dorylus termitarius ingår i släktet Dorylus och familjen myror. Inga underarter finns listade i Catalogue of Life.